# Ботанічна затока

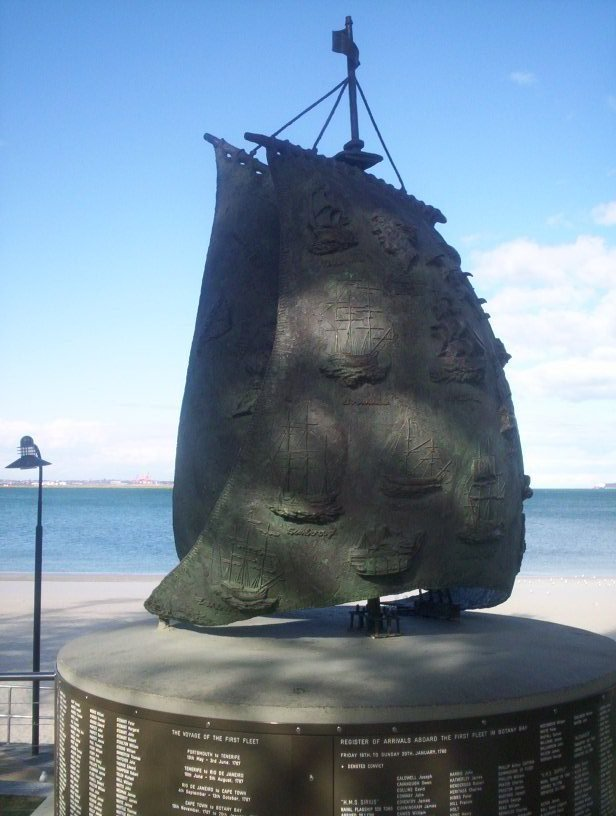
Монумент 200-річчя відкриття Ботанічної затоки

Не плутати з Бо́тнічною затокою Балтійського моря
Ботані́чна затока, Ботані́чна бухта або Бо́тані-бей (англ. Botany Bay,) — затока Тасманового моря біля східного берега Австралії, за 8 км на південь від центру Сіднея, відкрита Джеймсом Куком в 1770 році, який дав назву затоці через безліч незнайомих європейцям рослин біля берегів.
Ботанічна затока відома своїм першим європейським поселенням в Австралії, заснованим в 1787 році, але наступного року перенесеним в затоку Порт-Джексон, де зараз знаходиться центр Сіднея.
Ширина затоки біля входу 2,2 км, глибина 18—31 м. У Ботанічну затоку впадають річки Кук і Джорджес. Припливи півдобові до 2,3 м.
У затоці знаходиться порт Ботані. Населення в районі затоки близько 35 тис. чоловік.